# اسکات ون پلت
اسکات ون پلت (انگلیسی: Scott Van Pelt؛ ‏۱۹۶۶/۱۹۶۷) گزارشگر ورزشی و مجری تاک شوهای ورزشی اهل ایالات متحده آمریکا است. وی از سال ۱۹۹۰ میلادی تاکنون مشغول فعالیت بوده‌است. وی عضو انجمن برادری پای کاپا آلفا است.
از فیلم‌ها یا مجموعه‌های تلویزیونی که وی در آن‌ها نقش داشته است، می‌توان به  تد لاسو اشاره نمود.